# Penstemon campanulatus
Penstemon campanulatus är en grobladsväxtart som först beskrevs av Antonio José Cavanilles, och fick sitt nu gällande namn av Carl Ludwig von Willdenow. Penstemon campanulatus ingår i släktet penstemoner, och familjen grobladsväxter.

## Underarter
Arten delas in i följande underarter:
- P. c. campanulatus
- P. c. chihuahuensis

## Bildgalleri

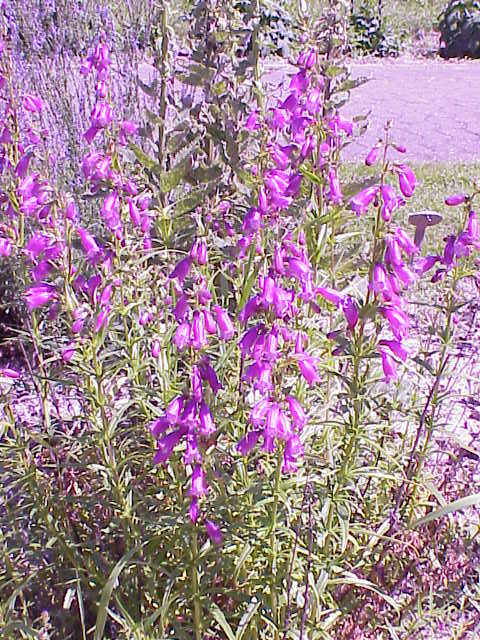
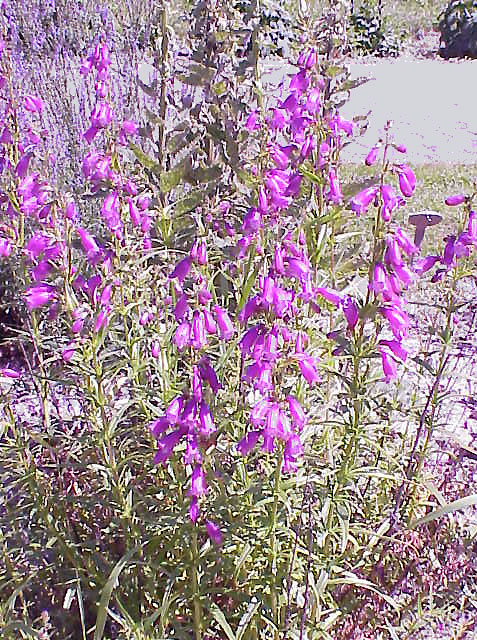
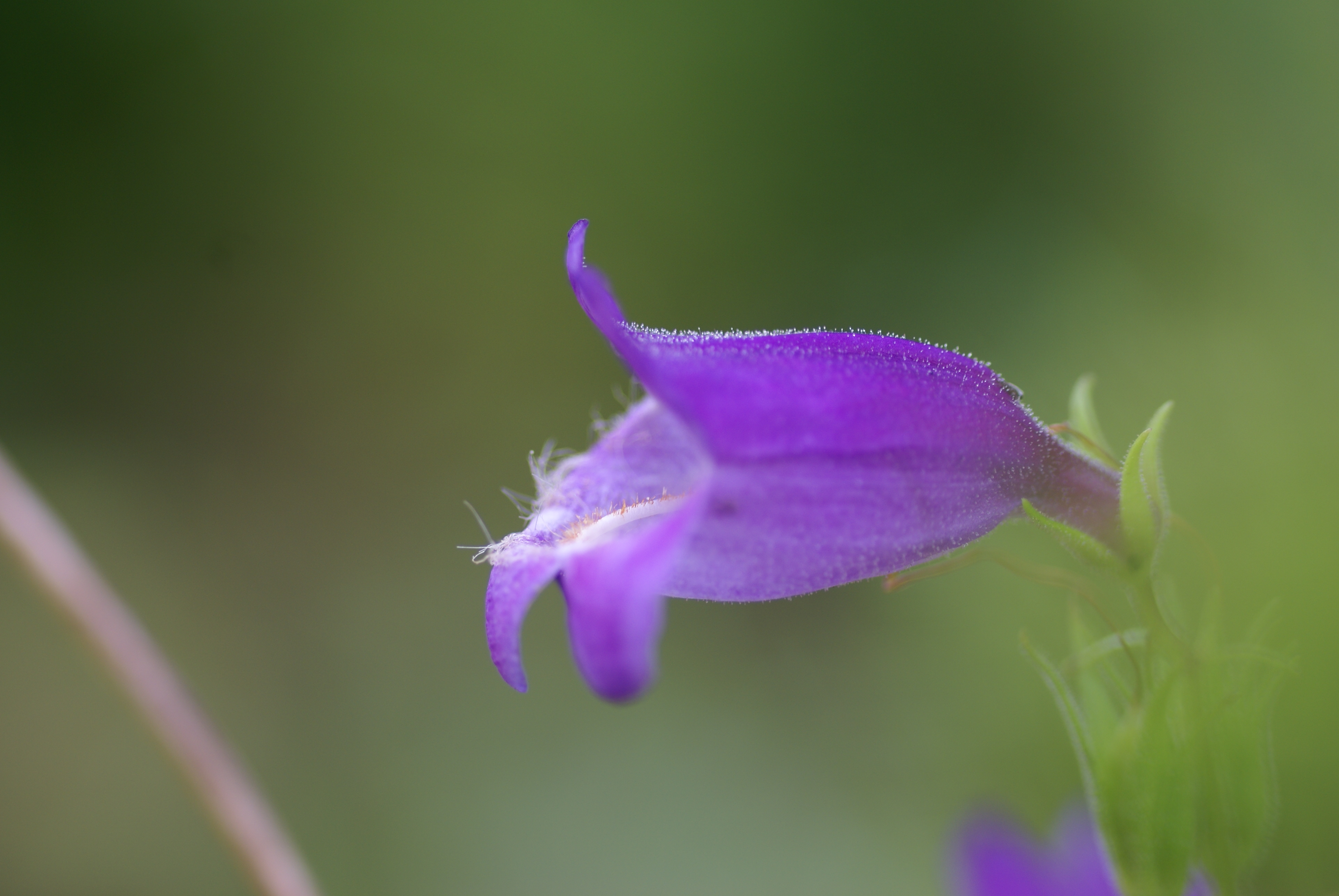